# Arachnodes zombitsyensis
Arachnodes zombitsyensis là một loài bọ cánh cứng trong họ Bọ hung (Scarabaeidae).